# Crematogaster castanea
Crematogaster castanea är en myrart som beskrevs av Smith 1858. Crematogaster castanea ingår i släktet Crematogaster och familjen myror.

## Underarter
Arten delas in i följande underarter:
- C. c. adusta
- C. c. analis
- C. c. aquila
- C. c. arborea
- C. c. bruta
- C. c. busschodtsi
- C. c. castanea
- C. c. durbanensis
- C. c. ferruginea
- C. c. flaviventris
- C. c. hararica
- C. c. insidiosa
- C. c. inversa
- C. c. mediorufa
- C. c. museisapientiae
- C. c. rufimembrum
- C. c. rufonigra
- C. c. simia
- C. c. tricolor
- C. c. ulugurensis
- C. c. yambatensis

## Bildgalleri

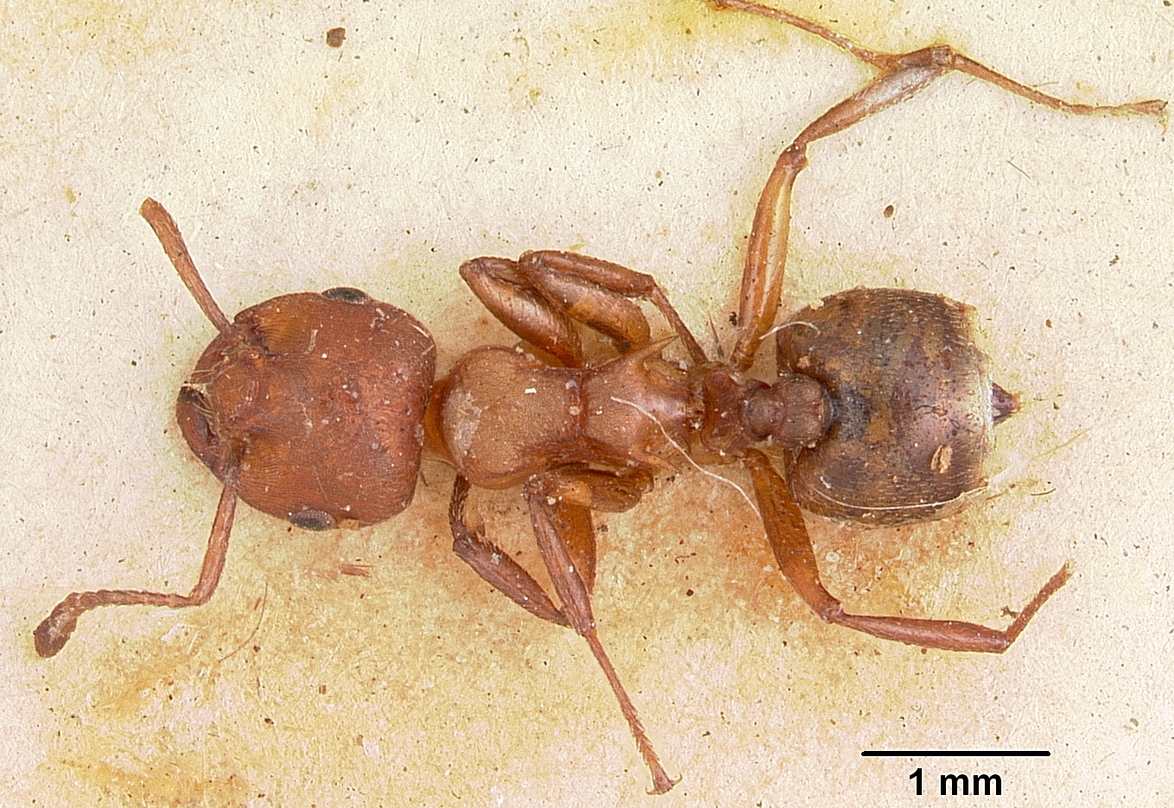
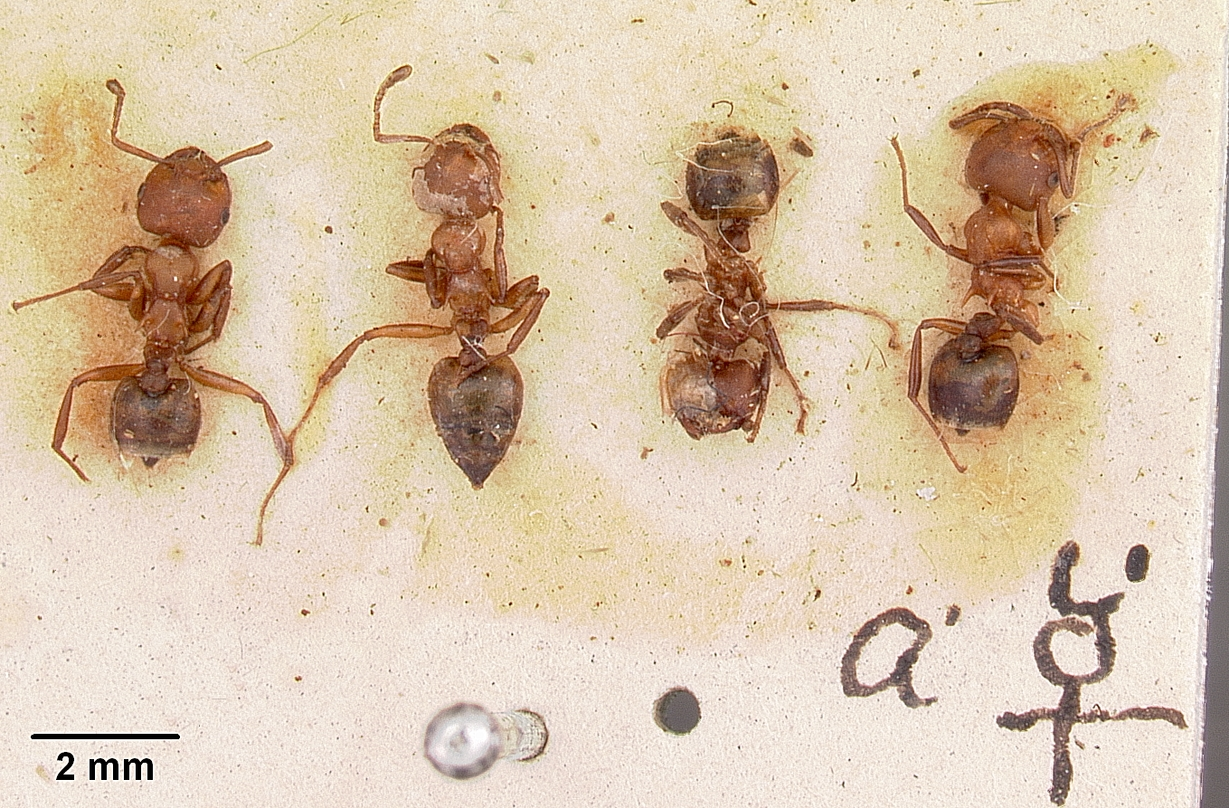
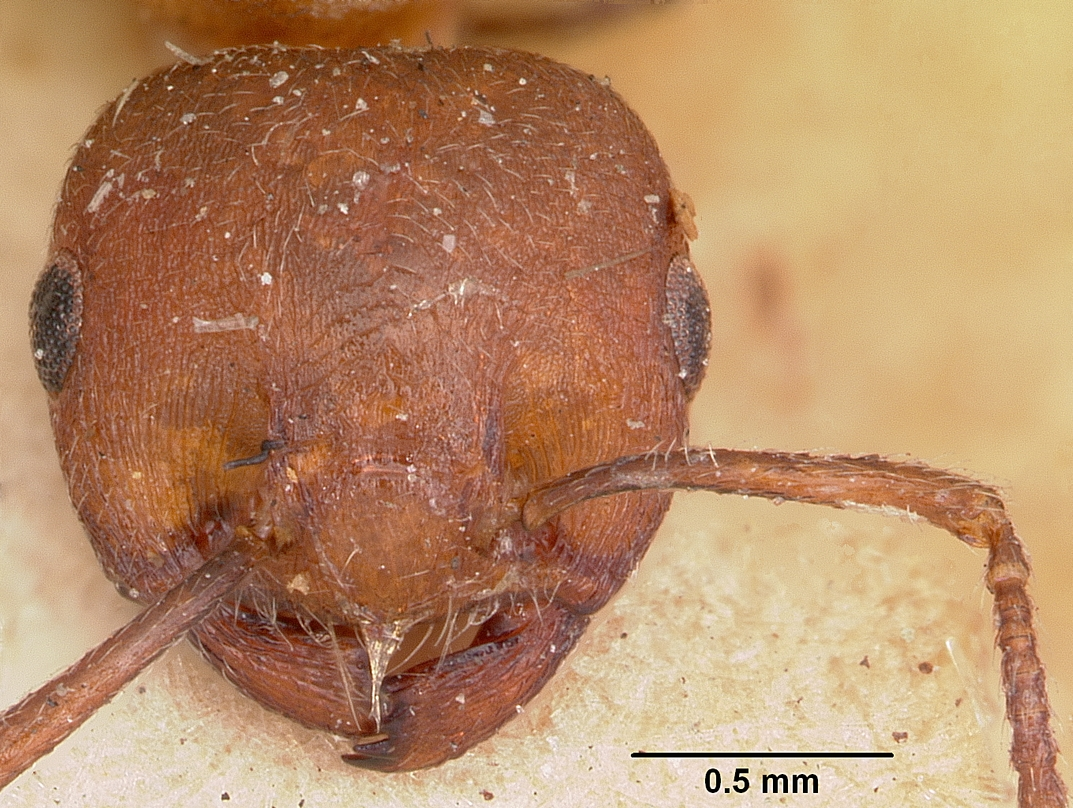
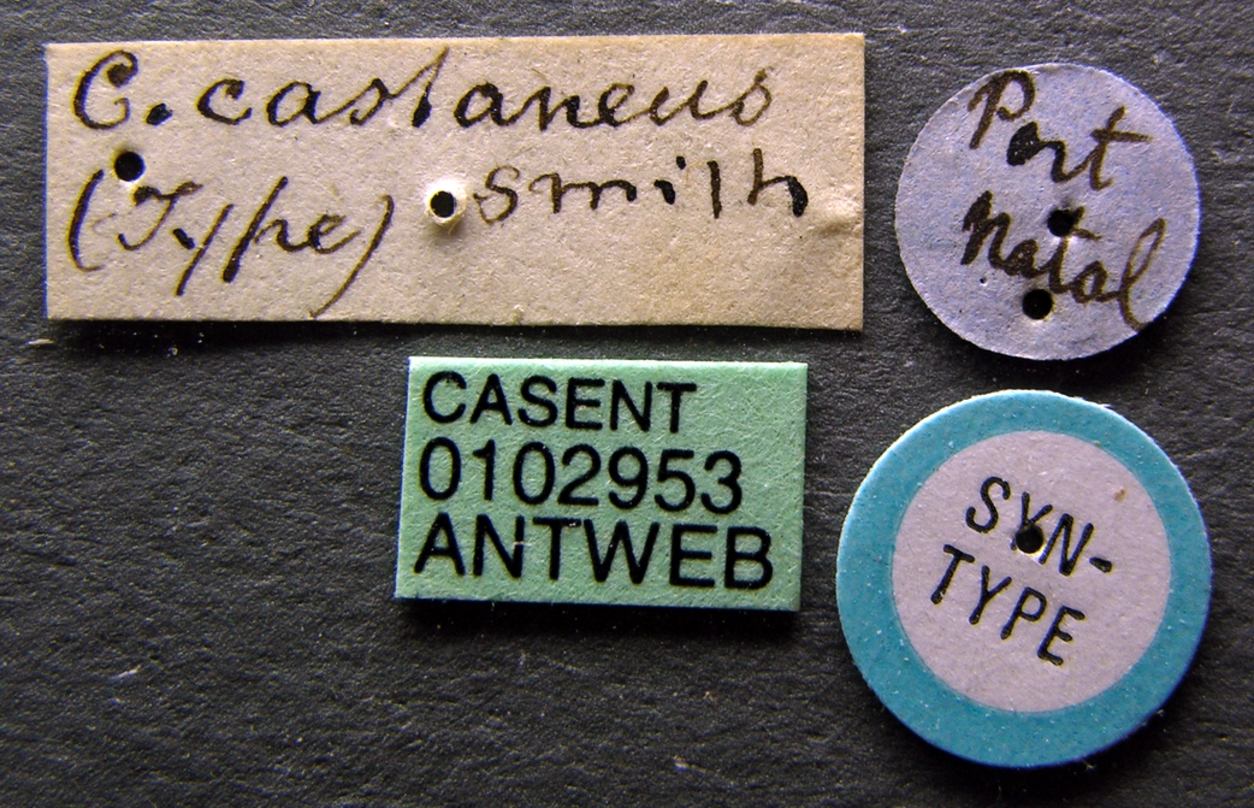
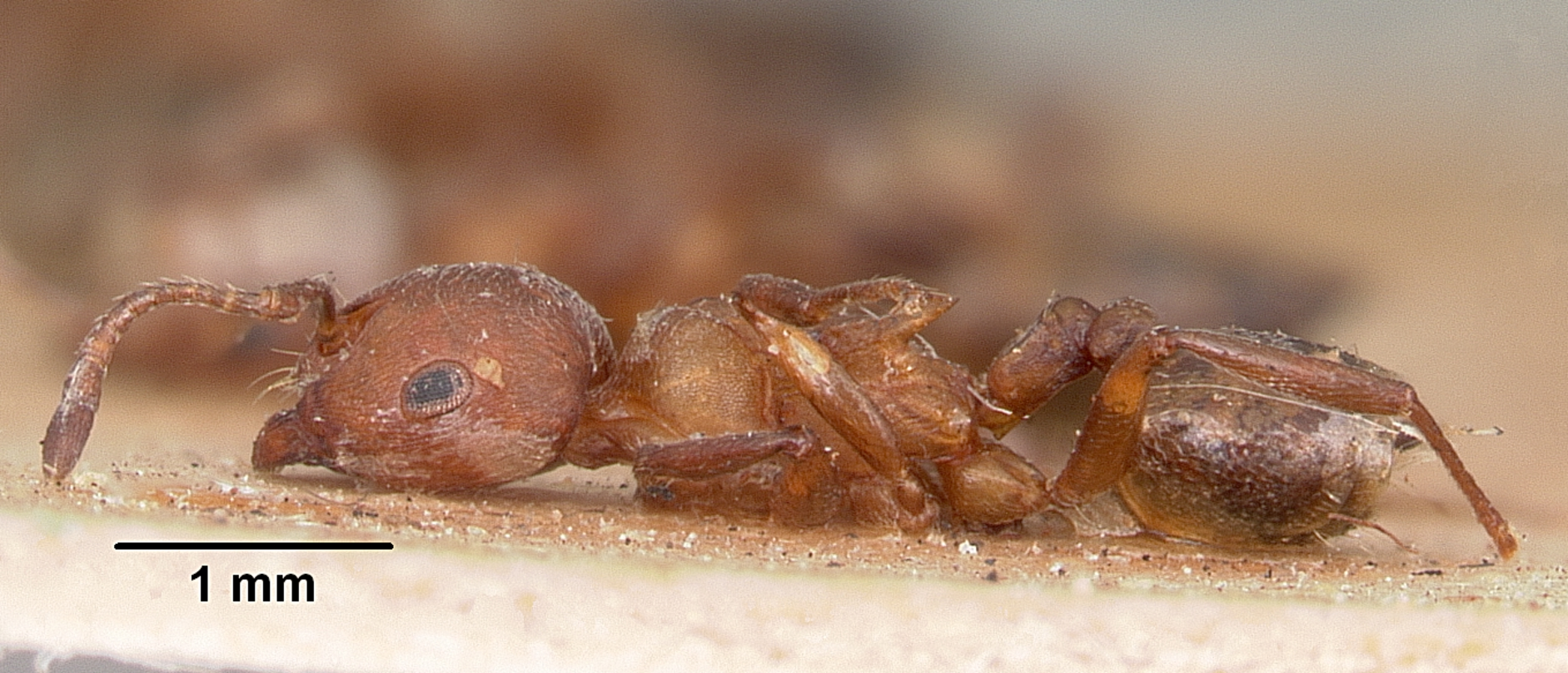
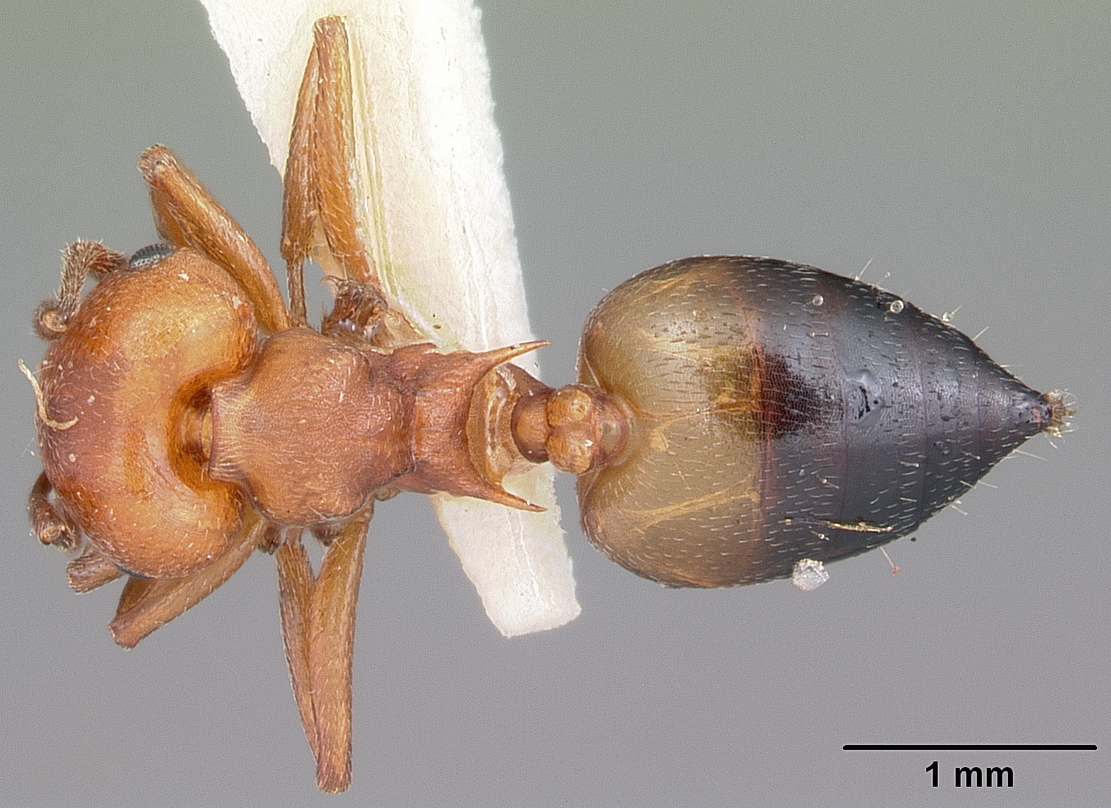